# Castell de Segur
El Castell de Segur és una antiga fortificació en ruïnes al nucli homònim de Veciana (Anoia), declarada bé cultural d'interès nacional.

## Història
La primera referència documental és del 1158, quan Ramon Guillem d'Òdena el llegà al castlà Arnau Castluç com a feudatari del seu fill Pere d'Òdena. El 1172, els esposos Berenguer de Boixadors i Dolça cediren el mas de Les Pereres, situat dins el terme del castell, al monestir de Santa Maria de l'Estany.
A principis del segle xii apareixen com a castlans els Segur. El 1245, en un litigi contra el monestir, Ponç de Calders al·legava que el castell li fou donat pel vescomte de Cardona. Finalment, el bisbe de Vic feu d'àrbitre i sentencià a favor seu, per la qual li foren retornats els masos de Les Pereres, Pous i Puigcabot. El 1380, l'infant Joan d’Aragó vengué a Mateu Calders les jurisdiccions i el ple domini de diversos llocs, entre els quals hi havia les del castell de Segur, que juntament amb el de Miralles i Veciana formaven l'anomenada baronia de Segur.
El 1616 va ser enderrocat per ordre del duc d'Alburquerque i virrei de Catalunya, a causa d'haver-se convertit en un amagatall de bandolers com Pere de Rocaguinarda. A principis del segle xviii, Josep de Copons-Calders i de Vilafranca es va casar amb Maria d'Aguilar i de Montfar, senyora d'Enfesta, i la seva filla Gertudis de Copons i d'Aguilar es casaria amb Josep Grimau. L'hereva fou Maria Miquela Grimau i de Copons, casada amb Magí de Vilallonga i de Tamarit. El 1810, l'hereu Magi Antoni de Vilallonga i de Grimau va rebre el títol de baró de Segur de mans de Ferran VII.

## Descripció
Actualment, només es conserven part dels murs exteriors, una torre, dues estances cobertes amb volta i la base d'una altra torre.
La torre de l'angle nord-oest té un diàmetre interior de 3,30 m i els murs fan un gruix de 1,80 a 2,10 m. Només es conserva fins a uns a uns 1,20 m d'alaçada i està feta de carreus grossos (uns 25 cm d’alt per 40 cm de llarg). A uns 11,50 m cap al sud hi havia una altra torre d'angle, d'uns 7 m de diàmetre extern, de la qual arrenca cap a llevant un mur d'uns 1,30 m d'amplada i uns 11,50 m de longitud, que es conserva fins a uns 4 m d'alçada. A l'interior del castell hi havia una cambra d'uns 5,20 m d'amplada, coberta amb una volta rebaixada, i al costat, una altra estança més petita, també coberta, d'uns 2 m d’amplada.
Tot i que sense haver-hi fet una excavació arqueològica és difícil assegurar-ho, Jordi Bolós planteja la possibilitat que es tracti d'un castell de planta quadrada, amb dues o potser quatre torres d'angle, datat cap al segle xiii. Però a partir d'aquest primer recinte, el castell es deuria estendre per la banda meridional, on actualment s'aixequen les cases de Segur i on per sota el mur esmentat hi ha una muralla d'uns 13 m de longitud i una alçada de 2 m, també feta de grans carreus.